# 圣文德圣殿
圣文德圣殿（法語：Basilique Saint-Bonaventure）是法国里昂的一座罗马天主教宗座圣殿，位于里昂第二区的科德利埃广场（Place des Cordeliers）。
这座中世纪教堂原本是方济各会科德利埃修道院的一部分。它是法兰西第二帝国时期开辟帝国街（今共和国街）后唯一没有拆除的中世纪建筑。
该堂左右两侧各有9个小堂。
2019年9月28日，教宗方济各将该堂升格为宗座圣殿。

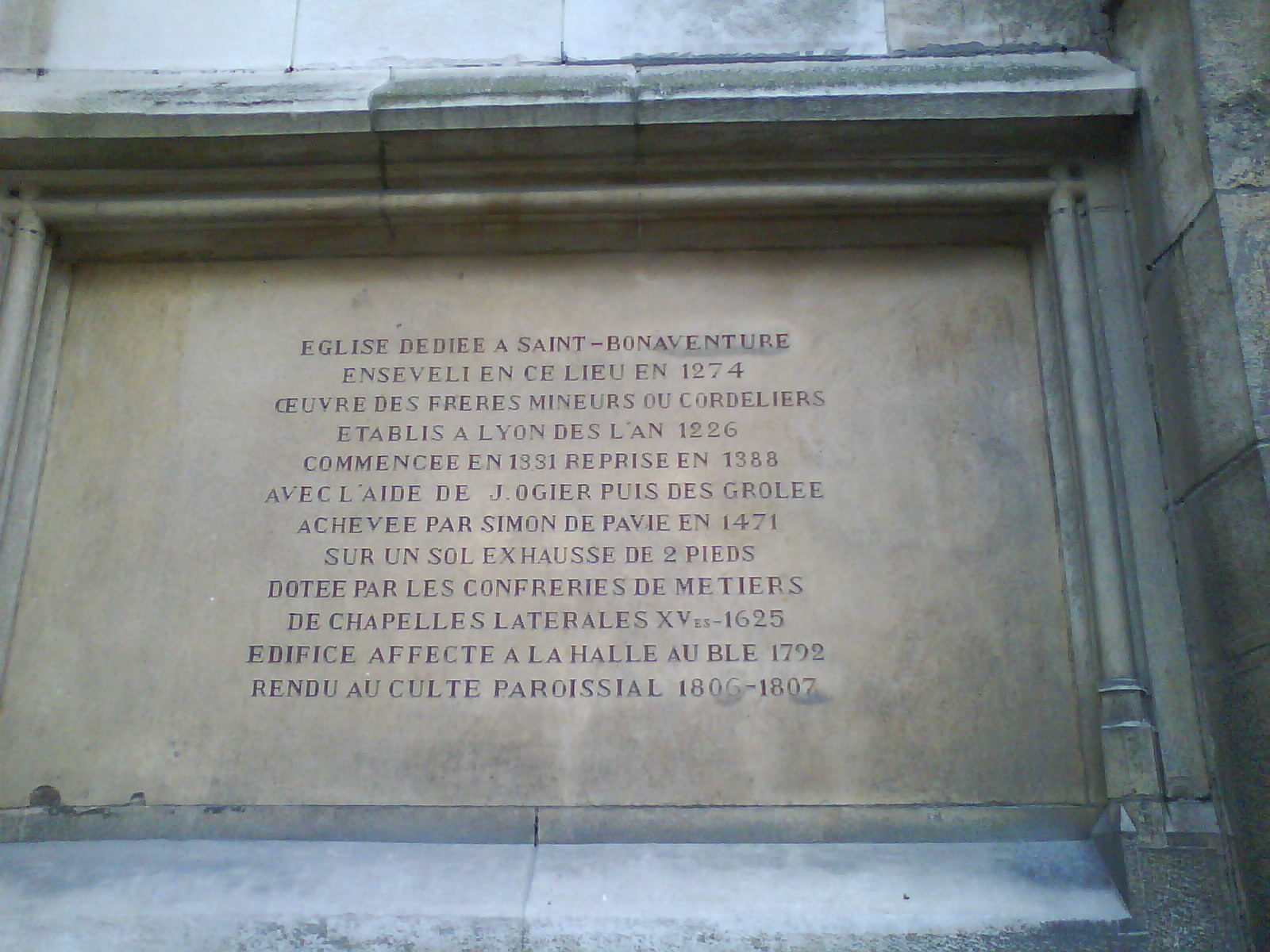
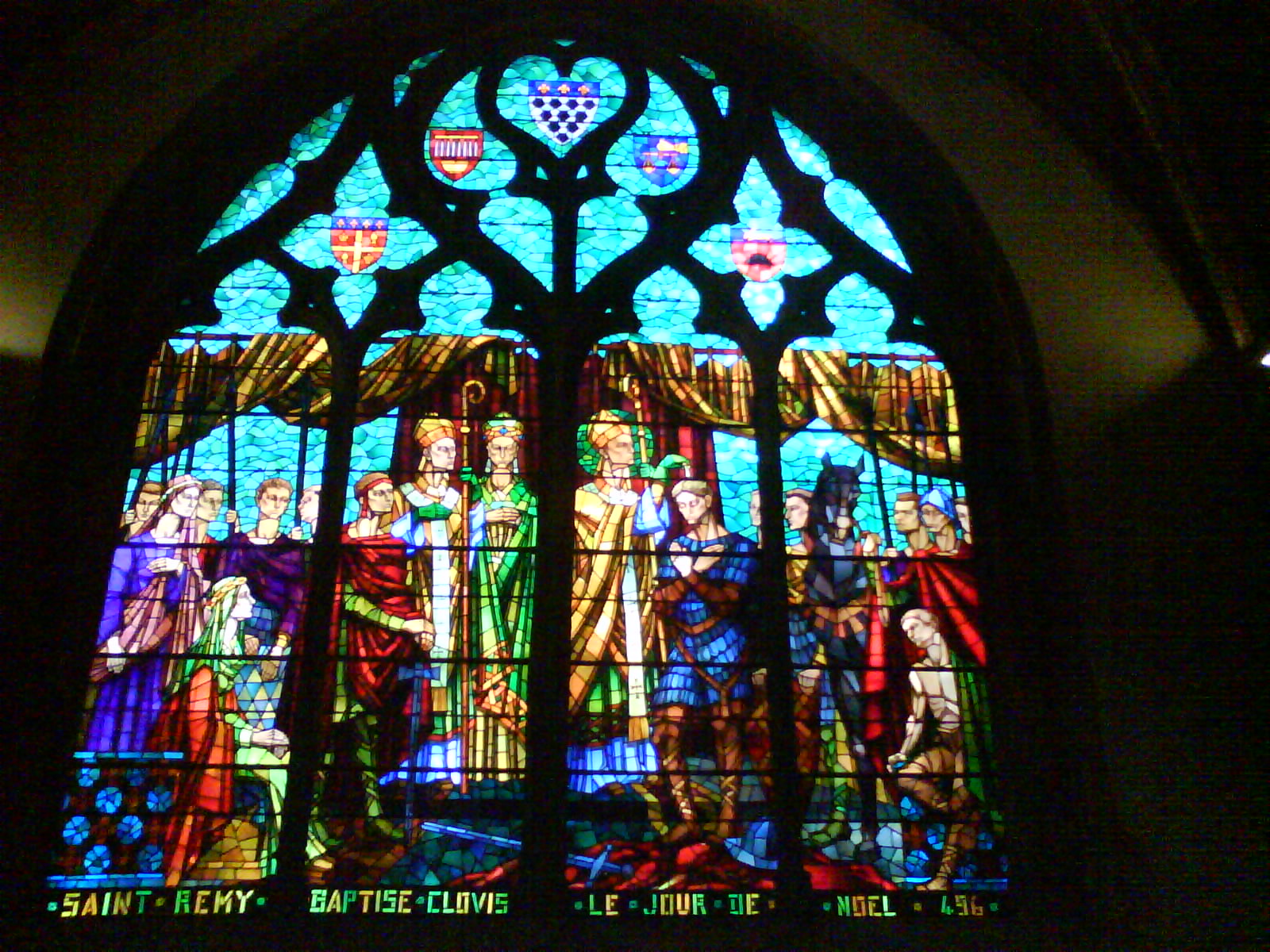